# 爱尔兰-克莱森重排反应
Ireland–Claisen重排反应（爱尔兰-克莱森重排；Ireland–Claisen rearrangement）
烯丙酯在强碱作用下重排为γ,δ-不饱和羧酸。
反应综述：

## 反应机理
Ireland–Claisen 重排是 Claisen 重排的一种变体，其机理为协同的同面 [3,3]-σ迁移反应，遵守 Woodward-Hoffman 规则。